# Kneževsko prijestolje
Kneževsko prijestolje ili Vojvodsko prijestolje (njem. Herzogstuhl; sloven. Vojvodski prestol ili vojvodski stol), srednjovjekovno kameno prijestolje iz 9. stoljeća koje se nalazi u Gosposvetskom polju pokraj Gospe Svete, sjeverno od Klagenfurta (Celovec) u austrijskoj saveznoj državi Koruška.
Izrađeno je većim dijelom od rimskih nadgrobnih spomenika iz nekadašnjeg antičkog grada Virunuma u rimskoj provinciji Norik. Prijestolje se zapravo sastoji od dva sjedišta smještena sučelice. Veće sjedište, okrenuto prema istoku, bilo je namjenjeno koruškom vojvodi, a drugo, nešto starije, okrenuto prema zapadu, bilo je rezervirano za palatinske grofove iz goričke dinastije.
Kneževsko prijestolje je, zajedno s Kneževim kamenom, imalo važnu ulogu u obredima ustoličenja koruškog vojvode, koji moguće vuku porijeklo iz vremena drevne Kneževine Karantanije. Prvi put se spominje 1161. godine, kao sedes Karinthani ducatus za vrijeme ustoličenja vojvode Hermana II. od Spanheima. Posljednje ustoličenje obavljeno je 1651. godine kada je bio ustoličen Ferdinand Habsburški, sin njemačkog cara Ferdinanda III., iako se on nije osobno pojavio na obredu, već je ustoličenje obavljeno putem poslanika.